# Mycozetes oleariae
Mycozetes oleariae är en kvalsterart som beskrevs av Joyce Lance Spain 1968. Mycozetes oleariae ingår i släktet Mycozetes och familjen Punctoribatidae. Inga underarter finns listade i Catalogue of Life.